# Panache volcanique
Pour les articles homonymes, voir Panache.
Pour un article plus général, voir Panache (hydrodynamique).

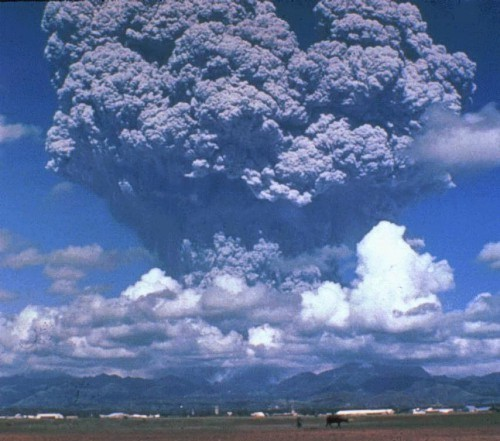
Panache volcanique s'élevant au-dessus du Pinatubo aux Philippines au cours de son éruption plinienne de 1991.

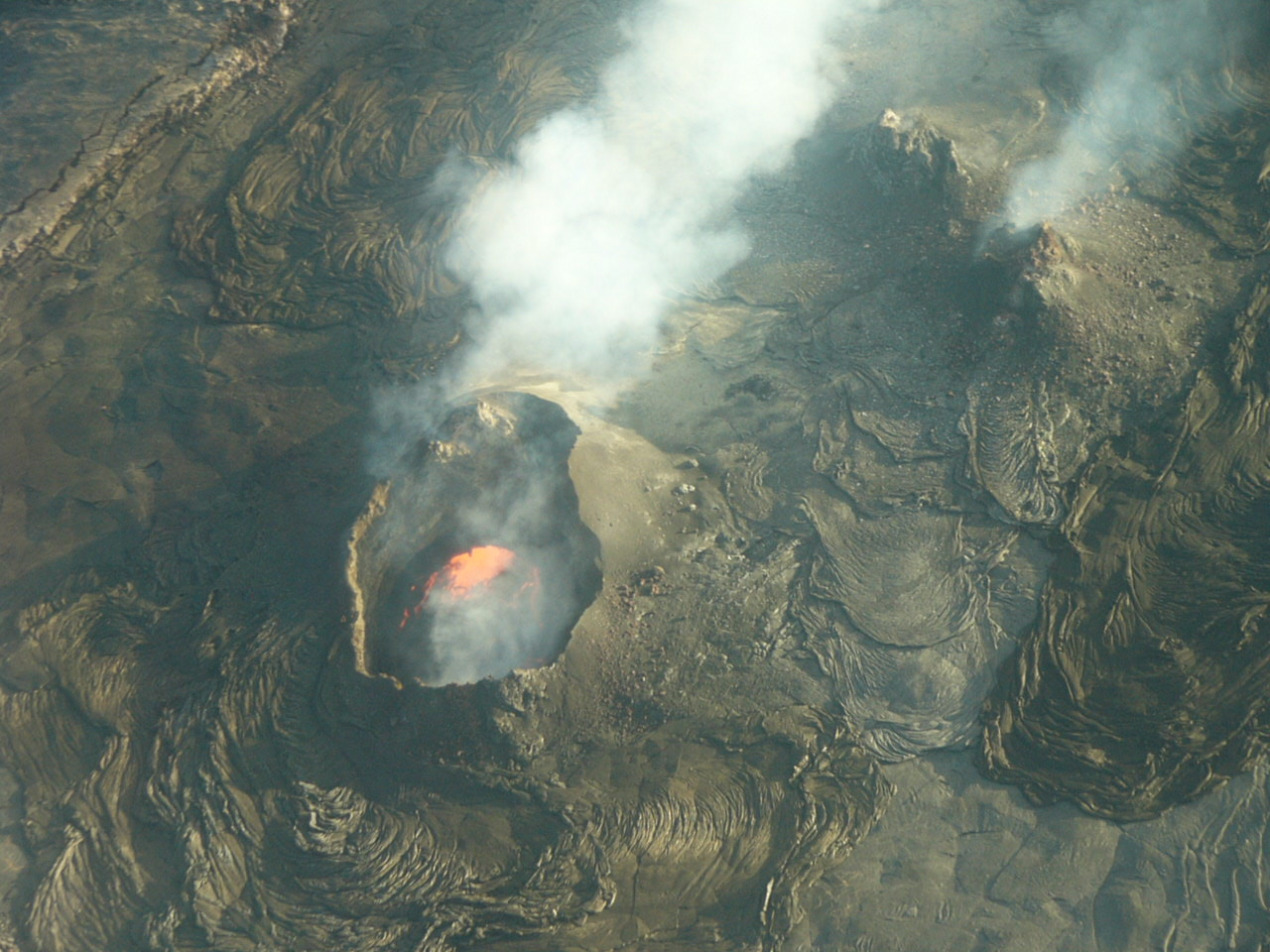
Panache volcanique de petite taille s'élevant d'une bouche éruptive du Puʻu ʻŌʻō à Hawaii au cours d'une éruption hawaïenne en 2005.

Un panache volcanique, panache éruptif, panache de cendres, nuage de cendres, colonne éruptive ou colonne volcanique est un nuage de gaz volcaniques chauds et de téphras (majoritairement des cendres), qui s'élève en altitude au-dessus d'un volcan au cours d'une éruption, notamment une éruption explosive.
Dans le cas des éruptions explosives, il arrive souvent que le panache volcanique, en montant et en se refroidissant, devienne plus dense que l'air ambiant et retombe sur les pentes du volcan (effondrement de panache) pour former des nuées ardentes ou des déferlantes pyroclastiques. Moins fréquemment, le panache reste moins dense que l'air ambiant et s'élève par convection pour former un pyrocumulonimbus.
Les panaches des éruptions les plus violentes, d'indice d'explosivité 4 à 8 (voire seulement 3 dans certains cas) atteignent la stratosphère et peuvent affecter le climat à moyen et long termes, jusqu'à provoquer un « hiver volcanique ». Les pyrocumulonimbus, troposphériques, perturbent le trafic aérien.
Le record du panache volcanique le plus haut est détenu depuis 2022 par l'éruption du Hunga Tonga, qui avec 57 kilomètres de hauteur, est le premier panache (en tous cas de façon scientifiquement prouvée) à avoir atteint la mésosphère.

## Caractéristiques
Même si tous les volcans émettent un panache volcanique lorsqu'ils entrent en éruption, les plus grands (plusieurs dizaines de kilomètres d'altitude) surviennent au cours d'éruptions pliniennes sur des volcans gris, les volcans rouges ne produisant parfois que des panaches volcaniques composés uniquement de gaz volcaniques et s'élevant peu en altitude (quelques dizaines de mètres parfois).

## Modélisation analytique

### Historique
Les travaux entrepris dans la description du comportement des panaches verticaux tels que les panaches volcaniques dans un milieu homogène ont été commencés par Rouse qui a montré que le profil des propriétés d'écoulement est gaussien. Morton a introduit l'hypothèse d'entraînement qui marquera une avancée majeure dans la modélisation théorique des panaches verticaux. Il a proposé une  description simple de la nature du panache à travers un modèle théorique. Il a utilisé dans son approche l’hypothèse d’entraînement qui a été introduite  précédemment par Taylor. Cette hypothèse modélise le mécanisme d'aspiration du fluide ambiant dans le panache par une vitesse d’entrée perpendiculaire à l’axe du panache, et directement proportionnelle à la vitesse moyenne locale ascendante du panache.  

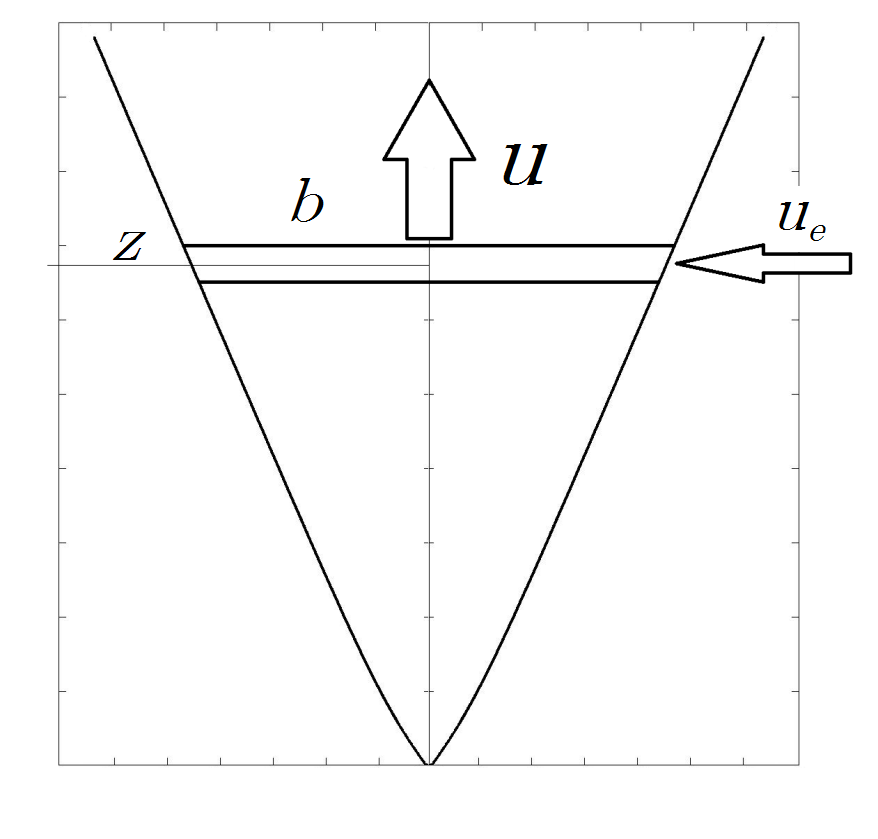
Description du modèle d'entraînement de Morton

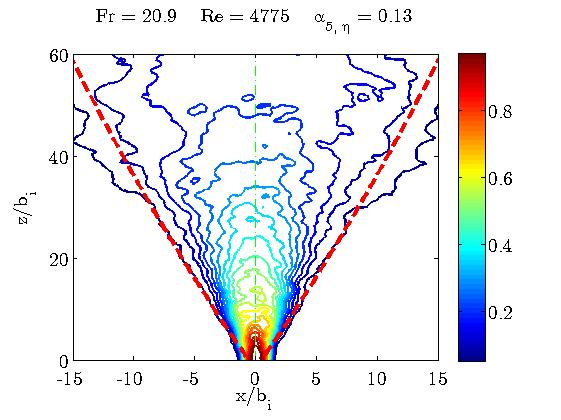
Modélisation numérique d'un panache vertical

Pour affiner les résultats sur le comportement du panache, Morton a, après analyse et développement, repris l’hypothèse de Taylor dans son étude. Il a supposé un profil uniforme (top-hat), i.e. une valeur constante à travers le panache et zéro ailleurs. Bien que les propriétés de l’écoulement telles que la vitesse et la densité suivent une distribution gaussienne le long de la zone de l'écoulement établi du panache, il est convenable de supposer une telle hypothèse pour simplifier l'écriture des équations. En fait, le passage du profil gaussien au profil top-hat peut être fait en effectuant une intégration le long de la section transversale du panache, i.e. obtenir une valeur moyenne sur la propriété voulue.

### Description du modèle physique
Le modèle physique est représenté schématiquement sur la figure ci-contre. Il consiste en une éjection verticale d’un fluide léger turbulent dans un milieu plus dense homogène, depuis un orifice de rayon {\displaystyle b_{i}}, à une vitesse initiale {\displaystyle u_{i}} et une densité {\displaystyle \rho _{i}}.
Il est considéré dans ce développement que le régime de l’écoulement est stationnaire et permanent et que le fluide est incompressible.
La dispersion du panache dans un fluide homogène, est décrit mathématiquement au travers de diverses équations de conservation afin de prédire les trajectoires, les concentrations, les vitesses, les densités et le rayon en fonction de la distance verticale le long du panache. Il est à noter que cette étude concerne aussi bien le cas restrictif de l'approximation de Boussinesq que le cas général non-Boussinesq[incompréhensible].
Le nombre de Reynolds est suffisamment grand pour s'assurer que le régime d'écoulement est bien turbulent, ce qui nous permet d'affirmer que, ni le nombre de Reynolds, ni les propriétés moléculaires du fluide telles que la viscosité, n'entrent directement dans la détermination des propriétés du panache. Morton précise la limite d'application de l'hypothèse d'entraînement : dans sa note, il indique que, pour les écoulements où l'équilibre n'est pas atteint, l'entraînement doit être lié non pas à la vitesse locale moyenne, mais plutôt au tenseur de Reynolds[incompréhensible].

### Mise en équations
En considérant un élément de volume cylindrique, les équations de conservation de la masse, de la quantité de mouvement et de l'énergie sont écrites sous la forme suivante :
- Équation de continuité :

- Équation de bilan de la quantité de mouvement :

- Équation de bilan de l'énergie :

Selon l'hypothèse de Morton, la vitesse d'entraînement {\displaystyle u_{e}} est proportionnelle à la vitesse locale du panache, ainsi :
{\displaystyle u_{e}=\alpha _{e}u}
où :
{\displaystyle z} est la distance verticale ;
{\displaystyle \rho } est la densité locale du panache ;
{\displaystyle \rho _{\infty }} est la densité du milieu, considérée constante dans le cas homogène non stratifié ;
{\displaystyle u} désigne la vitesse du panache, elle possède une seule composante suivant {\displaystyle z} ;
{\displaystyle b} représente le rayon du panache qui délimite la frontière avec le milieu ;
{\displaystyle \alpha _{e}} désigne le coefficient d'entraînement ou appelé aussi le taux d'aspiration du fluide ambiant ;
{\displaystyle g} est l'accélération de la pesanteur.
Michaux et al. ont donné une formulation générale du problème, dans le cadre ou non de l'approximation de Boussinesq, ils ont introduit le rayon modifié {\displaystyle \beta }, le déficit de densité adimensionnel {\displaystyle \eta } et le coefficient d'entraînement corrigé définis respectivement par :
{\displaystyle \beta =\left({\frac {\rho }{\rho _{\infty }}}\right)^{\frac {j}{2}}b}
{\displaystyle \eta ={\frac {\Delta \rho }{\rho _{\infty }}}\left({\frac {\rho _{\infty }}{\rho }}\right)^{j}}
{\displaystyle \alpha _{e}=\left({\frac {\rho }{\rho _{\infty }}}\right)^{\frac {j}{2}}\alpha },
tels que {\displaystyle j=0} dans le cas de l'approximation de Boussinesq et {\displaystyle j=1} dans le cas non-Boussinesq.
{\displaystyle \Delta \rho } désigne l'écart entre la densité du milieu et celle du panache.
Le système d'équations différentielles précédant devient ainsi :
{\displaystyle {\frac {d(u\beta ^{2})}{dz}}=2\alpha \beta u}
{\displaystyle {\frac {d(u^{2}\beta ^{2})}{dz}}=g\eta \beta ^{2}}
{\displaystyle {\frac {d(\eta u\beta ^{2})}{dz}}=0}

### Résolution

#### Introduction de la fonction panacheΓ
On introduit la fonction panache définie par :
{\displaystyle \Gamma ={\frac {5g}{8\alpha }}{\frac {\eta \beta }{u^{2}}}}
Cette fonction n'est en fait qu'un nombre de Richardson normalisé, il traduit la compétition entre les effets de flottabilité et de quantité de mouvement.
Pour des faibles valeurs de {\displaystyle \Gamma }, l'effet de la quantité de mouvement est prépondérant par rapport à celui de flottabilité, tandis que pour des fortes valeurs de {\displaystyle \Gamma }, l'effet de flottabilité domine.

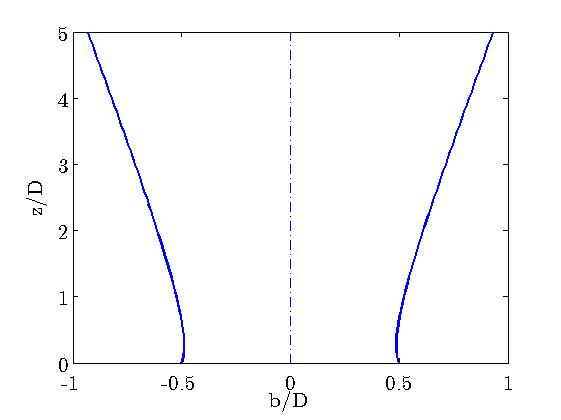
Forme d'un panache paresseux avec présence d'un col (section minimale)

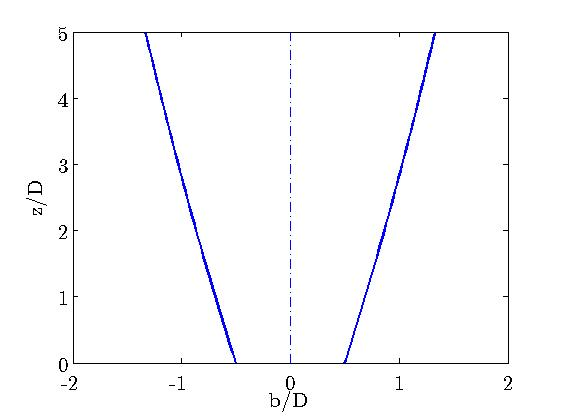
Forme d'un panache forcé

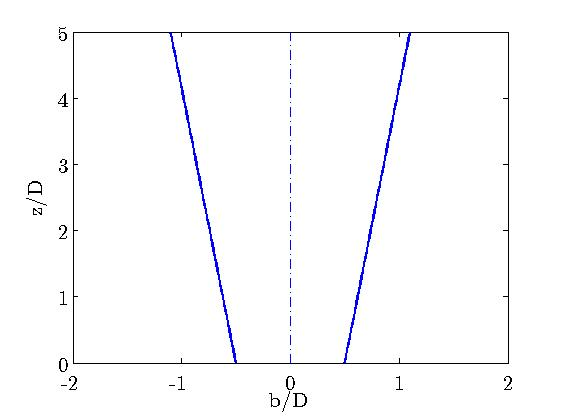
Forme d'un panache pur

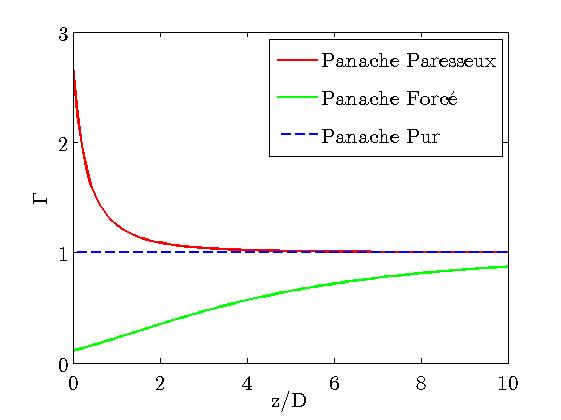
Variations de la fonction panache en fonction de l'altitude pour un panache paresseux, forcé ou pur

Les équations différentielles qui régissent l'écoulement peuvent s'exprimer directement en fonction de {\displaystyle \Gamma } :
{\displaystyle {\frac {d\beta }{dz}}={\frac {4\alpha }{5}}\left({\frac {5}{2}}-\Gamma \right)}
{\displaystyle {\frac {du}{dz}}={\frac {8\alpha }{5}}{\frac {u}{\beta }}\left(\Gamma -{\frac {5}{4}}\right)}
{\displaystyle {\frac {d\eta }{dz}}=-{\frac {2\alpha \eta }{\beta }}}
Ces dernières équations traduisent que le rayon modifié possède une valeur minimale (un col) et ceci correspond à {\displaystyle \Gamma =5/2}, et que la vitesse atteint une valeur maximale à l'endroit où {\displaystyle \Gamma =5/4}, autrement dit, il y a accélération de l'écoulement jusqu'à atteindre une valeur maximale, ceci a lieu juste après la section minimale.
L'équation définissant la fonction panache couplée avec ces dernières équations permet d'obtenir une équation différentielle en {\displaystyle \Gamma } :
{\displaystyle {\frac {1}{\Gamma }}{\frac {d\Gamma }{dz}}={\frac {4\alpha }{\beta }}(1-\Gamma )}
L'avantage de l'introduction de la fonction panache est de pouvoir exprimer toutes les autres grandeurs uniquement en fonction de{\displaystyle \Gamma }. Ainsi :
{\displaystyle {\frac {\eta }{\eta _{i}}}=\left({\frac {\Gamma _{i}}{\Gamma }}{\frac {1-\Gamma }{1-\Gamma _{i}}}\right)^{\frac {1}{2}}}
{\displaystyle {\frac {u}{u_{i}}}=\left({\frac {\Gamma _{i}}{\Gamma }}\right)^{\frac {1}{2}}\left({\frac {1-\Gamma }{1-\Gamma _{i}}}\right)^{\frac {1}{10}}}
{\displaystyle {\frac {\beta }{\beta _{i}}}=\left({\frac {\Gamma }{\Gamma _{i}}}\right)^{\frac {1}{2}}\left({\frac {1-\Gamma _{i}}{1-\Gamma }}\right)^{\frac {3}{10}}}
L'indice {\displaystyle i} désigne la valeur de la variable au niveau de la source.
Il est ainsi possible de déterminer les valeurs de la vitesse maximale et de la section minimale :
{\displaystyle {\frac {u_{max}}{u_{i}}}={\frac {u\left(\Gamma ={\cfrac {5}{4}}\right)}{u_{i}}}=\left({\cfrac {4\Gamma _{i}}{5}}\right)^{\frac {1}{2}}\left({\cfrac {1}{4(\Gamma _{i}-1)}}\right)^{\frac {1}{10}},}
{\displaystyle {\frac {\beta _{min}}{\beta _{i}}}={\frac {\beta \left(\Gamma ={\cfrac {5}{2}}\right)}{\beta _{i}}}=\left({\cfrac {5}{2\Gamma _{i}}}\right)^{\frac {1}{2}}\left({\cfrac {2(\Gamma _{i}-1)}{3}}\right)^{\frac {3}{10}}}
Suivant la valeur de la fonction panache au niveau de la source, {\displaystyle \Gamma (z)} est la solution de :
{\displaystyle {\frac {d\Gamma }{dz}}={\begin{cases}-{\frac {1}{\Lambda _{i}}}\Gamma ^{\frac {1}{2}}(\Gamma -1)^{\frac {13}{10}}&{\text{si }}\Gamma _{i}>1\\{\frac {1}{\Lambda _{i}}}\Gamma ^{\frac {1}{2}}(1-\Gamma )^{\frac {13}{10}}&{\text{si }}\Gamma _{i}<1\end{cases}}}
avec :
{\displaystyle \Lambda _{i}=\beta _{i}{\frac {|\Gamma _{i}-1|^{\frac {3}{10}}}{4\alpha \Gamma _{i}^{\frac {1}{2}}}}}

#### Différentes configurations des panaches verticaux
L'introduction de la fonction panache permet de savoir la nature du panache suivant la valeur de {\displaystyle \Gamma _{i}}.
- Pour {\displaystyle \Gamma _{i}>1}, la fonction {\displaystyle \Gamma } est strictement décroissante, elle tend vers l'unité par valeurs supérieures lorsque {\displaystyle z} tend vers l'infini. Ceci signifie que l'effet de flottabilité est dominant à proximité de la source. Le panache est dit paresseux (lazy).
- Pour {\displaystyle \Gamma _{i}<1}, la fonction {\displaystyle \Gamma } est strictement croissante, elle tend de même vers l'unité par valeurs inférieures lorsque {\displaystyle z} tend vers l'infini. Le comportement du jet domine au voisinage de la source et l'effet de flottabilité est négligeable devant celui de quantité de mouvement, mais plus loin de la source, les deux flux s'équilibrent, et la fonction panache tend vers l'unité. Le panache est dit dans ce cas forcé.
- Pour {\displaystyle \Gamma _{i}=1}, la fonction {\displaystyle \Gamma } est constamment constante et valant l'unité, indépendamment de l'altitude {\displaystyle z}, les deux flux sont toujours équilibrés et le panache est dit pur. C'est uniquement dans ce cas que des solutions analytiques exactes peuvent être retrouvées.

#### Solution semi-analytique
La solution du problème est donnée par :
{\displaystyle \zeta ={\begin{cases}{\mathfrak {N}}(\Gamma )-{\mathfrak {N}}(\Gamma _{i})&{\text{si }}\Gamma _{i}>1\\{\mathfrak {T}}(\Gamma )-{\mathfrak {T}}(\Gamma _{i})&{\text{si }}\Gamma _{i}<1\end{cases}}}
avec :
{\displaystyle {\mathfrak {N}}(a)=\int _{a}^{\infty }t^{-{\frac {1}{2}}}(1-t)^{-{\frac {13}{10}}}\mathrm {d} t=B\left({\cfrac {1}{a}};{\cfrac {1}{5}},-{\cfrac {3}{10}}\right)}
{\displaystyle {\mathfrak {T}}(a)=\int _{0}^{a}t^{-{\frac {1}{2}}}(1-t)^{-{\frac {13}{10}}}\mathrm {d} t=B\left(a;{\cfrac {1}{2}},-{\cfrac {3}{10}}\right),}
tel que {\displaystyle B(x;a,b)} désigne la fonction bêta incomplète de paramètres {\displaystyle a} et {\displaystyle b}.
Il existe une autre formulation pour écrire ces deux équations précédentes d'une façon unique en remplaçant {\displaystyle \Gamma } par son inverse dans le cas forcé, ceci va permettre d'effectuer une seule résolution à la fois :
{\displaystyle {\frac {d\Gamma }{d\zeta }}=-\Gamma ^{q}(\Gamma -1)^{r}}
où :
{\displaystyle \zeta ={\frac {z}{\Lambda _{i}}}} et {\displaystyle q={\frac {1}{2}}} pour le cas lazy et {\displaystyle q={\frac {1}{5}}} pour le cas forcé, {\displaystyle r} vaut pour les deux cas {\displaystyle {\frac {13}{10}}}.
Ainsi :
{\displaystyle \zeta ={\mathfrak {R}}(\Gamma )-{\mathfrak {R}}(\Gamma _{i})}
avec {\displaystyle {\mathfrak {R}}(a)=B\left({\frac {1}{a}};q,-r\right)}
Des solutions analytiques asymptotiques raccordées, déterminées par la méthode des perturbations ont été données par Candelier et al..

#### Résolution dans le cas d'un panache pur
La fonction de panache vaut constamment l'unité, la résolution analytique donne directement les variations de {\displaystyle \beta }, de {\displaystyle u} et de {\displaystyle \eta } en fonction de {\displaystyle z} :
{\displaystyle {\frac {\beta }{\beta _{i}}}=1+{\frac {6\alpha z}{5\beta _{i}}}}
{\displaystyle {\frac {u}{u_{i}}}={\frac {1}{\left(1+{\cfrac {6\alpha z}{5\beta _{i}}}\right)^{\frac {1}{3}}}}}
{\displaystyle {\frac {\eta }{\eta _{i}}}={\frac {1}{\left(1+{\cfrac {6\alpha z}{5\beta _{i}}}\right)^{\frac {5}{3}}}}}

## Modélisation numérique
Les progrès de l'informatique et de la prévision météorologique permettent de maintenant mieux modéliser le déplacement de ces panaches (quand ils sont importants et tant qu'ils ne sont pas trop dilués),, y compris pour une couche donnée d'altitude.